# Bâton de commandement

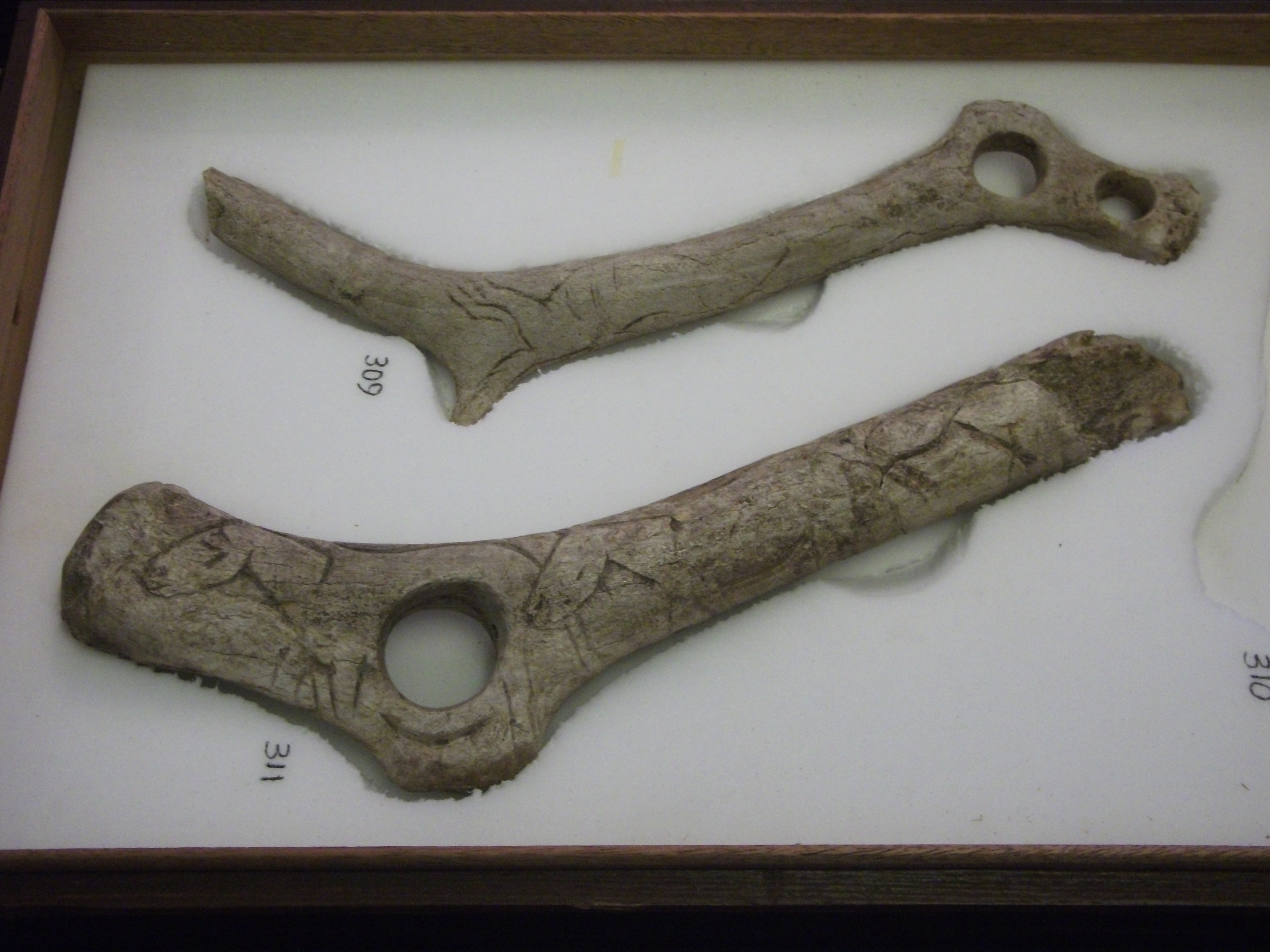
Przykładowe bâton de commandement

Bâton de commandement lub bâton percé – nazwa nadana typowi paleolitycznych narzędzi o nieznanej funkcji, charakterystycznych dla kultur magdaleńskiej i częściowo oryniackiej. Wykonywane z poroża renifera lub jelenia, miały postać podłużnego przedmiotu o kształcie litery T lub Y, z cylindrycznym trzpieniem oraz przewierconą końcówką. 
Przedmioty tego typu wytwarzane były w okresie między 23 a 12 tysięcy lat temu. Wysuwano rozmaite hipotezy odnośnie do ich funkcji. Sugerowano, iż mógł to być rodzaj berła będącego oznaką władzy, od czego też pochodzi ich francuska nazwa. Inna koncepcja zakłada, że używano ich do prostowania lub ciskania strzał. Ponieważ na wielu bâton de commandement znajdują się wyryte wizerunki zwierząt lub symbole falliczne, możliwe też iż miały one znaczenie rytualne.